# Giuseppe Morello (Fußballspieler)
Giuseppe Morello (* 12. Oktober 1985) ist ein Schweizer Trainer und ehemaliger Fußballspieler.

## Karriere als Spieler
Giuseppe Morello begann seine Karriere in der Saison 2004/05 beim FC Concordia Basel in der Challenge League. In seiner ersten Saison bei den Baslern erhielt er 17 Einsätze in der zweithöchsten Schweizer Spielklasse und konnte sieben Tore erzielen. In der darauffolgenden Spielzeit konnte er sich endgültig als wichtiger Bestandteil der Mannschaft etablieren, als er 25 Partien bestritt und sechs Treffer markieren konnte. Nachdem Concordia Basel im Sommer 2009 die Lizenz für die folgende Saison verweigert wurde, verließ Morello den Verein und unterschrieb beim Ligakonkurrenten FC Biel-Bienne. Nachdem er in 13 Partien für die Bieler 13 Treffer erzielt hatte, wechselte er Anfang Januar 2010 zum Axpo-Super-League-Verein BSC Young Boys.
Er unterschrieb einen 2½-Jahresvertrag bei den Bernern. Er debütierte am 7. Februar 2010 im Auswärtsspiel gegen den FC Basel in der Axpo Super League. Morello wurde in der 82. Minute für den Mittelfeldakteur Xavier Hochstrasser eingewechselt.
Im Juli 2010 gaben ihn die Berner auf Leihbasis für ein Jahr an den FC Thun ab, doch bereits im Januar 2011 veranlassten die Young Boys ein neues Leihgeschäft und Morello wechselte wieder in die Challenge League zum FC Biel-Bienne. Dort sorgte er für Furore, als er am 3. März 2011 im Cup-Viertelfinale gegen den FC Basel eines der drei Tore schoss, mit denen der Schweizermeister und Vorjahres-Cupsieger aus dem laufenden Pokalwettbewerb geworfen wurde. Im Sommer 2011 verpflichtete der FC Biel-Bienne Morello ablösefrei. Er blieb dort bis 2015. Nach Vertragsende war Morello zunächst vereinslos, spielte dann aber ab September 2015 für die BSC Old Boys Basel. In drei Einsätzen erzielte er zwei Tore, wechselte aber schon nach drei Wochen am letzten Tag des Transferfensters in die U21 des FC Basel, weil ihm dort auch außerhalb des Fußballplatzes eine Stelle angeboten wurde. 2017 beendete Morello seine Karriere als Spieler.

## Karriere als Trainer
Beim FC Basel startete Morello seine Karriere als Trainer im Jugendbereich. 